# Agneau du Poitou-Charentes
L'agneau du Poitou-Charentes est une appellation agricole, protégée par le signe officiel européen d'origine IGP (Indication géographique protégée), désignant une carcasse bouchère d'agneau impérativement né, élevé et abattu dans le nord de la région Nouvelle-Aquitaine (Charente, Charente-Maritime, Deux-Sèvres et Vienne) et étendue aux cantons limitrophes.

## Histoire
Les premières traces écrites prouvant l'existence de l'agneau dans le Centre Ouest de la France remontent au Moyen Âge . Au cours du XIVe siècle, un manuel traitant du métier de berger et de l'élevage des brebis est publié. Élevé dans un premier temps pour sa production de laine, il est au cours des siècles, de plus en plus apprécié pour sa chair.
Dès le XIXe siècle, la répartition géographique des ovins a connu de profondes modifications avec l'abandon progressif de l'association mouton-céréales dans les plaines labourables du Bassin parisien, du nord ou du sud-ouest et le renforcement des foyers moutonniers au sud de la Loire, dans des régions difficiles à mettre en valeur où l'intensification agricole (surtout céréalière) n'est pas rentable.
Les régions Poitou-Charentes et Limousin rassemblent plus de 1,7 million de brebis soit 22 % du cheptel national dans les années 1990.
Face à une notoriété croissante, pour mieux valoriser et encadrer cette production, les groupements de producteurs créent en 1970 un Groupement d'intérêt économique : le GIE Ovin du Centre Ouest. La marque « Agneau du Poitou-Charentes » a été créée en 1983 par les éleveurs pour identifier leur production et encadrer les conditions d'élevage et de mise en marché. La filière agneau du "Poitou-Charentes" a obtenu la certification CCP (Certification de conformité produit) en 2002 et l'Indication géographique protégée dès 2004. La production d'agneaux sous signes de qualité représente 15 % de la production ovine nationale.
La fusion des régions Aquitaine, Limousin et Poitou-Charentes, concrétisée en 2015, va amener les responsables d'ODG à établir une concertation entre les trois IGP « agneau de boucherie » que sont l'Agneau du Poitou-Charentes, l'Agneau du Limousin et l'Agneau du Périgord  sachant que la zone géographique enregistrée à l'Union européenne, pour chaque IGP, n'est pas remise en question par cette évolution.

## Extrait du cahier des charges de l'Indication géographique protégée
L’agneau du Poitou-Charentes IGP est allaité au lait maternel au minimum 60 jours. Ensuite, l’alimentation est à base d'herbes et de fourrages provenant exclusivement de la zone IGP, et d'aliments complémentaires référencés dans le cahier des charges.
Issu de croisements de races à viande, (Vendéen, Texel, Charollais, Suffolk, Rouge de l'Ouest, Charmoise, Île de France) il est né et élevé sur la même exploitation jusqu’au départ vers l’abattoir.
L'élevage du troupeau reproducteur est caractéristique de la région : les brebis doivent pâturer au minimum 7 mois. Ce mode d'élevage est lié aux terres et au climat océanique propices à la pousse de l'herbe.
|  |  |  |
|  |  |  |

## Caractéristiques de l'agneau
Au moment de l’abattage, l’agneau doit être âgé de 70 à 180 jours pour le type « bergerie » et de 90 à 300 jours pour le type « mixte ». La carcasse pèsera entre 14 et 22 kg. Pour obtenir la certification IGP, les carcasses sont sélectionnées selon la conformation E-U-R et l'état d'engraissement 2 ou 3. La viande d'agneau est claire et le gras est blanc et ferme.

## Gastronomie

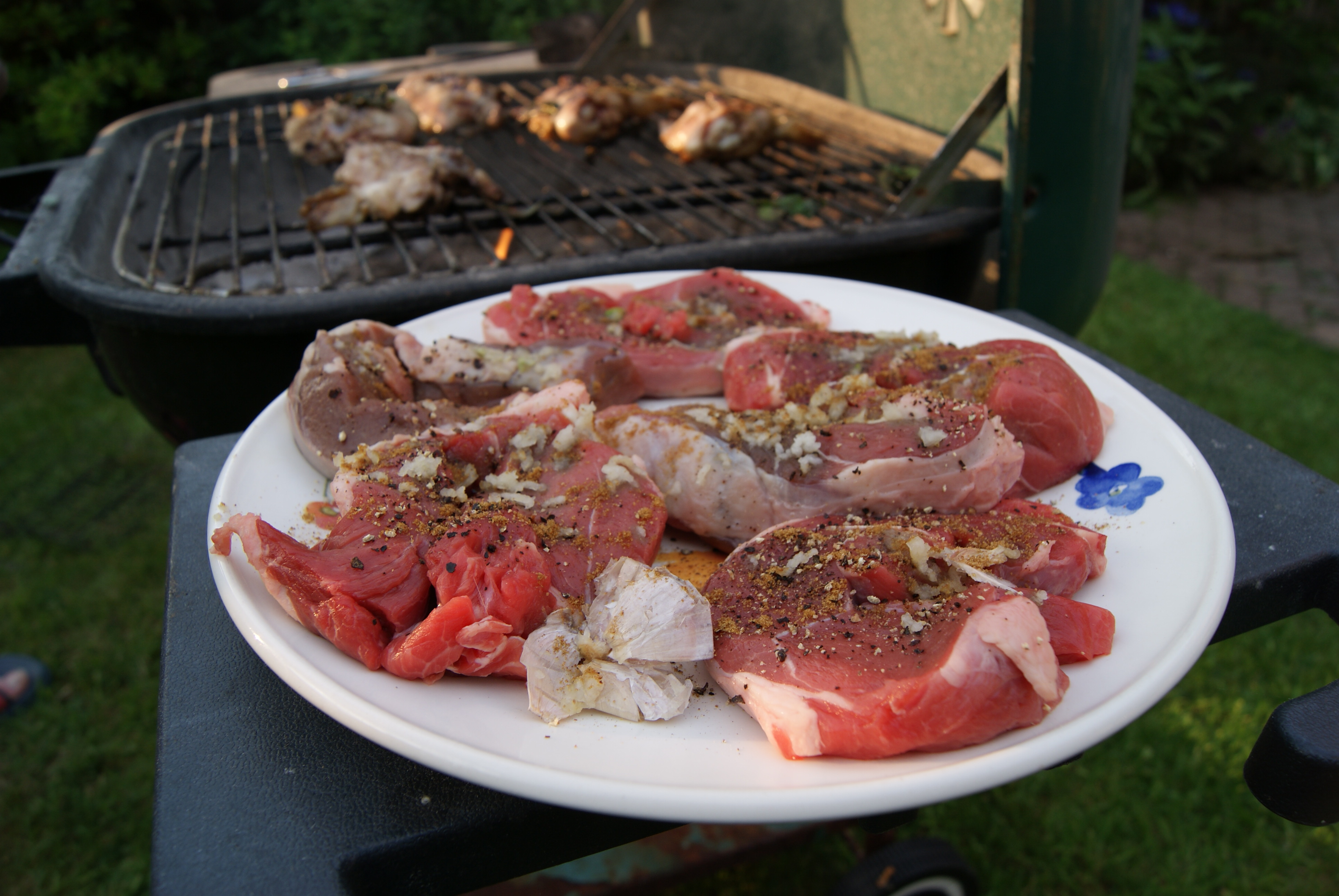
Agneau au barbecue
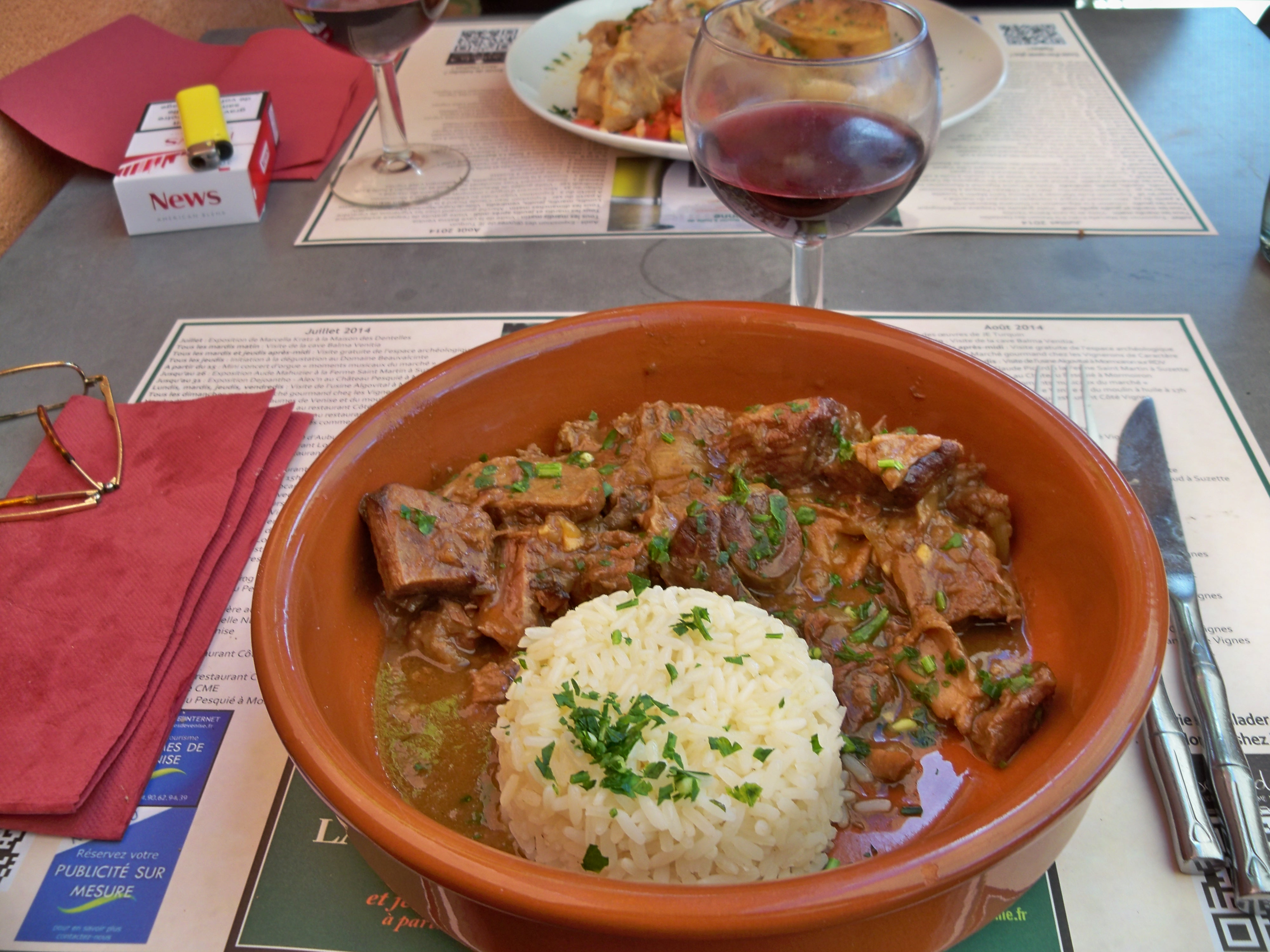
Sauté d'agneau